# Luigi Schiaparelli

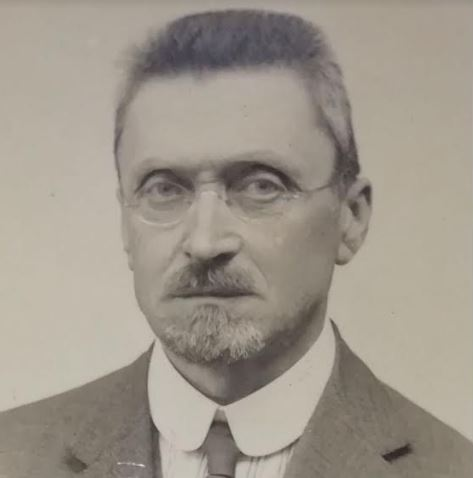
Luigi Schiaparelli, 1927

Luigi Schiaparelli (* 2. August 1871 in Cerrione; † 26. Januar 1934 in Florenz) war ein italienischer Paläograph und Diplomatiker.
Nachdem er sich in München bei Ludwig Traube in Paläographie und Mittellatein fortgebildet hatte, wurde er Mitarbeiter von Paul Fridolin Kehr bei der Erfassung des Archivmaterials für die Italia Pontificia im Rahmen des Göttinger Papsturkundenwerks. 1902 wurde er wissenschaftlicher Mitarbeiter des Istituto Storico Italiano per il Medioevo, seit 1903 unterrichtete er als Nachfolger von Cesare Paoli Paläographie und Diplomatik am Regio Istituto di studi superiori di Firenze, der heutigen Universität. Neben umfangreichen Editionen frühmittelalterlicher Urkunden widmete er sich besonders der Erforschung des Kürzungswesens in mittelalterlichen Schriften und der Tachygraphie, aber auch die Erstveröffentlichung des Indovinello veronese, eines der ältesten Texte in Volgare, stammt von ihm. Neben den Urkunden der Könige von Italien hat er auch die beiden ersten Bände des Codice diplomatico longobardo vorgelegt, der erst in den letzten Jahrzehnten von Carlrichard Brühl und Herbert Zielinski zum Abschluss gebracht werden konnte.
1907 wurde er zum korrespondierenden Mitglied der Göttinger Akademie der Wissenschaften gewählt. Seit 1920 war er korrespondierendes Mitglied der Accademia dei Lincei, 1928 wurde er socio nazionale.

## Veröffentlichungen (Auswahl)
- I diplomi di Berengario I, Roma 1903 (Fonti per la storia d'Italia, 35).
- I diplomi di Guido e di Lamberto, Roma 1906 (Fonti per la storia d'Italia, 36).
- I diplomi italiani di Lodovico III e di Rodolfo II, Roma 1910 (Fonti per la storia d'Italia, 37).
- I diplomi di Ugo e di Lotario, di Berengario II e di Adalberto, Roma 1924 (Fonti per la storia d'Italia, 38).
- Avviamento allo studio delle abbreviature latine nel medioevo,  Firenze 1926.
- Codice diplomatico longobardo, I, Roma 1929 (Fonti per la storia d'Italia, 62).
- Codice diplomatico longobardo, II, Roma 1933 (Fonti per la storia d'Italia, 63).

Sammelbände von Aufsätzen
- Note di diplomatica (1896–1934), cur. Alessandro Pratesi, Torino 1972.
- Note paleografiche (1910–1932), cur. Giorgio Cencetti, Torino 1969.

## Belege
1. ↑  Holger Krahnke: Die Mitglieder der Akademie der Wissenschaften zu Göttingen 1751–2001 (= Abhandlungen der Akademie der Wissenschaften zu Göttingen, Philologisch-Historische Klasse. Folge 3, Bd. 246 = Abhandlungen der Akademie der Wissenschaften in Göttingen, Mathematisch-Physikalische Klasse. Folge 3, Bd. 50). Vandenhoeck & Ruprecht, Göttingen 2001, ISBN 3-525-82516-1, S. 212.

| Personendaten    | Personendaten            |
| ---------------- | ------------------------ |
| NAME             | Schiaparelli, Luigi      |
| KURZBESCHREIBUNG | italienischer Paläograph |
| GEBURTSDATUM     | 2. August 1871           |
| GEBURTSORT       | Cerrione                 |
| STERBEDATUM      | 26. Januar 1934          |
| STERBEORT        | Florenz                  |